# Kirikiri

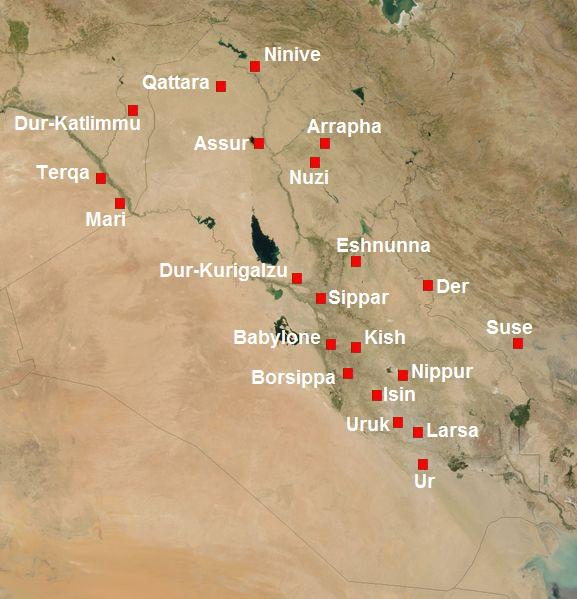
Mapa południowej Mezopotamii w II tys. p.n.e. z zaznaczoną Esznunną.

Kirikiri – król Esznunny, następca i najprawdopodobniej brat Nur-ahuma, panował w 1 połowie XX w. p.n.e. Nosi on elamickie imię i wydaje się, iż za jego rządów stosunki z Elamem pozostawały dobre.